# Смерть Сарданапала
«Смерть Сарданапала» (фр. La Mort de Sardanapale) — историческая картина французского художника Эжена Делакруа.

## История
Картина впервые была выставлена в Салоне Лувра в 1827—1828 годах и сразу же вызвала отрицательные отзывы критиков. Её критиковали за авторские ошибки в перспективе и за царящий на переднем плане хаос. Также Делакруа был обвинён в эротомании и смаковании жестокости. Однако художнику удалось передать происходящее живыми и яркими красками, целью Делакруа было потрясти и взволновать зрителя.

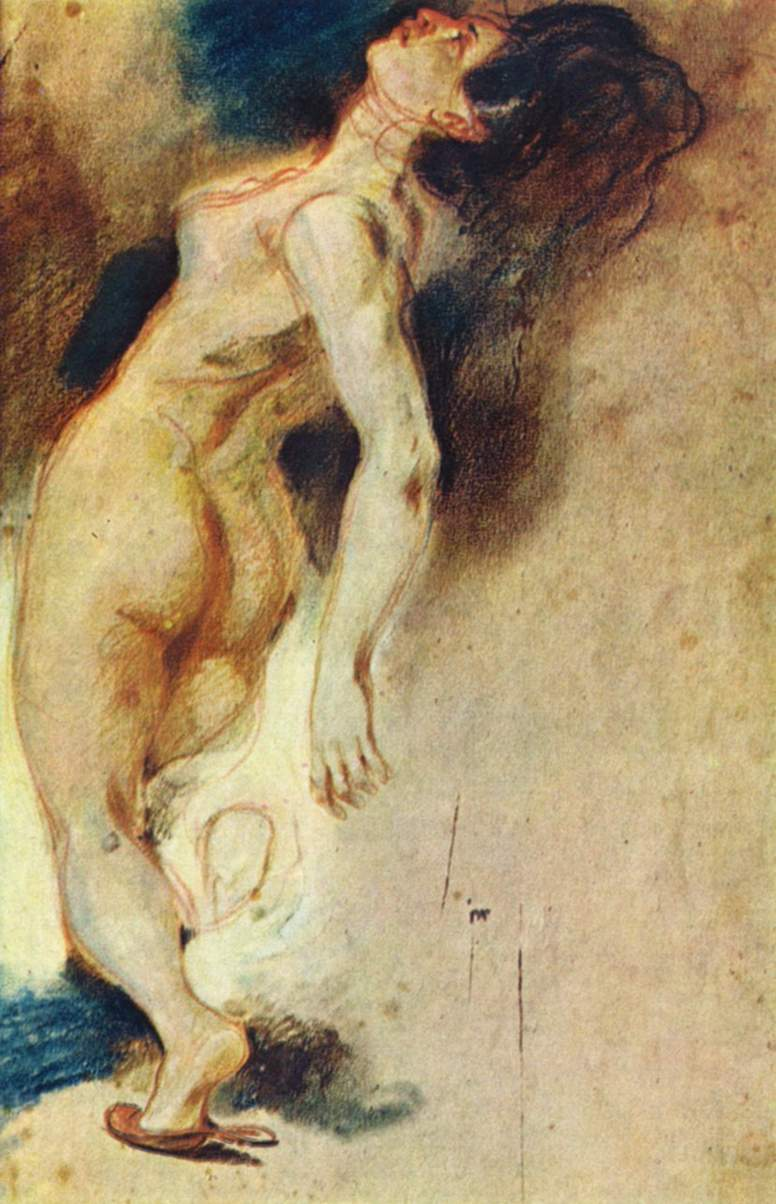
Этюд

## Сюжет картины
Делакруа взял сюжет картины из драмы Джорджа Гордона Байрона «Сарданапал», но с некоторыми изменениями. На художника также повлияло длительное пребывание в Испании и Марокко.
Легенда об ассирийском царе такова: он был известным распутником, своим равнодушием к делам страны доведшим её до восстания. После неудачной попытки подавить мятеж, Сарданапал решает покончить жизнь самоубийством. На картине изображён тот момент, когда царь приказывает также убить своего любимого коня, собак и женщин, уничтожить все свои сокровища. Сам Делакруа писал, что образ Сарданапала — суровое предупреждение для тех, кто не стремится в своей жизни к добродетели.
Несмотря на отчаянное решение царя, на картине он выглядит расслабленным и наслаждается устроенной им оргией. Горящая на заднем плане башня символизирует равнодушие Сарданапала к своему погибающему царству, а слон со сломанными бивнями — потерянную власть.

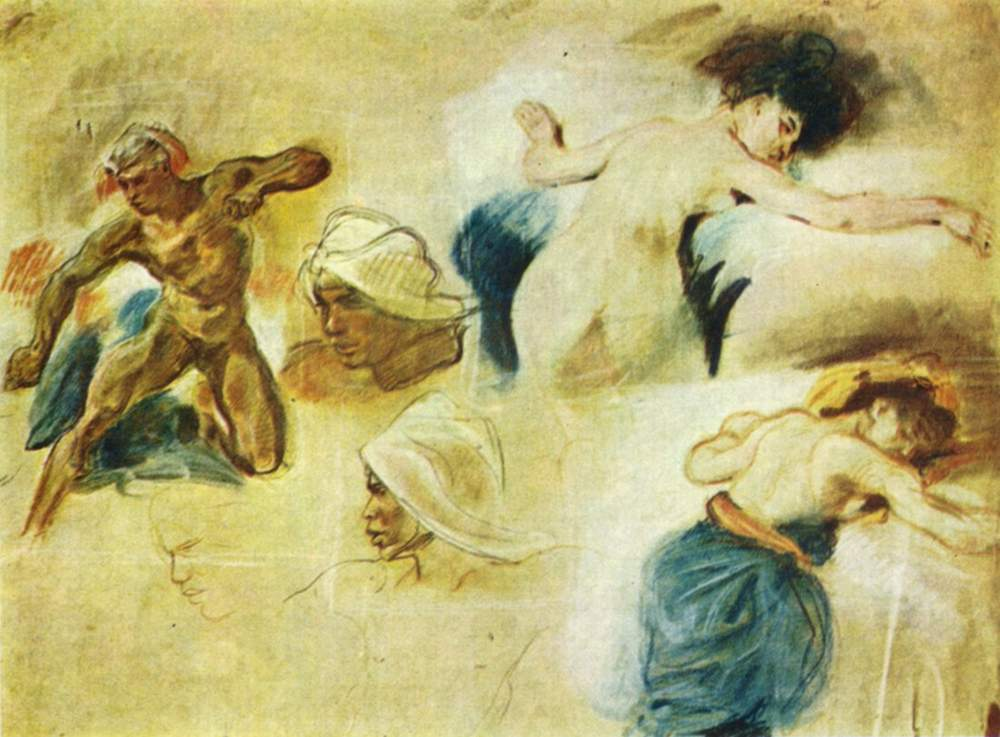
Этюд

## Тема
Сам Делакруа был вдохновлен пьесой лорда Байрона «Сарданапал» (1821), а его полотно, в свою очередь, вдохновило Гектора Берлиоза на создание кантаты («Сарданапал», 1830), а Франца Листа на создание оперы («Сарданапал», 1845—1852, не окончена).